# ブノワ・ポールヴールド
ブノワ・ポールヴールド（Benoît Poelvoorde、1964年9月22日 - ）は、ベルギー・ナミュール出身のコメディアン・俳優・映画監督。映画『スターは俺だ!』と『イン・ヒズ・ハンド』の演技でセザール賞の主演男優賞にノミネートされた。

## 主な出演作品
- ありふれた事件 C'est arrivé près de chez vous (1992)
- 24時間4万回の奇跡 Les Convoyeurs attendent (1999)
- ル・ブレ Le Boulet (2002)
- スターは俺だ! Podium (2004) - 日本では劇場未公開、映画祭でのみ上映
- エイリアンVSヴァネッサ・パラディ Atomik Circus - Le retour de James Bataille (2004)
- ナルコ Narco (2004)
- イン・ヒズ・ハンド Entre ses mains (2005) - 日本では劇場未公開、映画祭でのみ上映
- 一夜のうちに Du jour au lendemain (2006) - 日本では劇場未公開、映画祭でのみ上映
- アステリックスと仲間たち オリンピック大奮闘 Astérix aux jeux olympiques (2008) - 日本では劇場未公開、スター・チャンネルで放映
- ココ・アヴァン・シャネル Coco avant Chanel (2009)
- 匿名レンアイ相談所 Les émotifs anonymes (2010) - 日本では劇場未公開、映画祭でのみ上映
- SHIBARI 壊れた二人 Une histoire d'amour (2013) - 日本では劇場未公開、DVDスルー
- チャップリンからの贈りもの La Rançon de la gloire (2014) （フランス映画祭2015（第25回）にて上映後、公開）
- 3つの心 あのときもしも 3 cœurs (2014) - 日本では劇場未公開、WOWOWで『ラブ・トライアングル　秘密』のタイトルで放映
- 神様メール Le tout nouveau testament (2015)
- ユダヤ人だらけ Ils sont partout (2016) - 日本では劇場未公開、Netflixで配信
- シンク・オア・スイム イチかバチか俺たちの夢 Le Grand Bain (2018)
- 勤務につけ! Au poste! (2018) - 日本では劇場未公開
- 今さら言えない小さな秘密 Raoul Taburin (2018)
- 白雪姫〜あなたが知らないグリム童話〜 Blanche comme neige (2019)